# زنبور عسل اروپایی
زنبور عسل اروپایی، زنبور عسل معمولی یا زنبور عسل غربی (نام علمی: Apis mellifera) رایج‌ترین گونه از ۷ تا ۱۲ گونه زنبور عسل در سراسر جهان است.
این گونه خاستگاهش سرزمین‌های بر قدیم است ولی در آغاز قرن هفدهم میلادی به بر جدید هم منتقل شد. این گونه در سال ۱۷۵۸ (میلادی) توصیف شد.

## نگارخانه

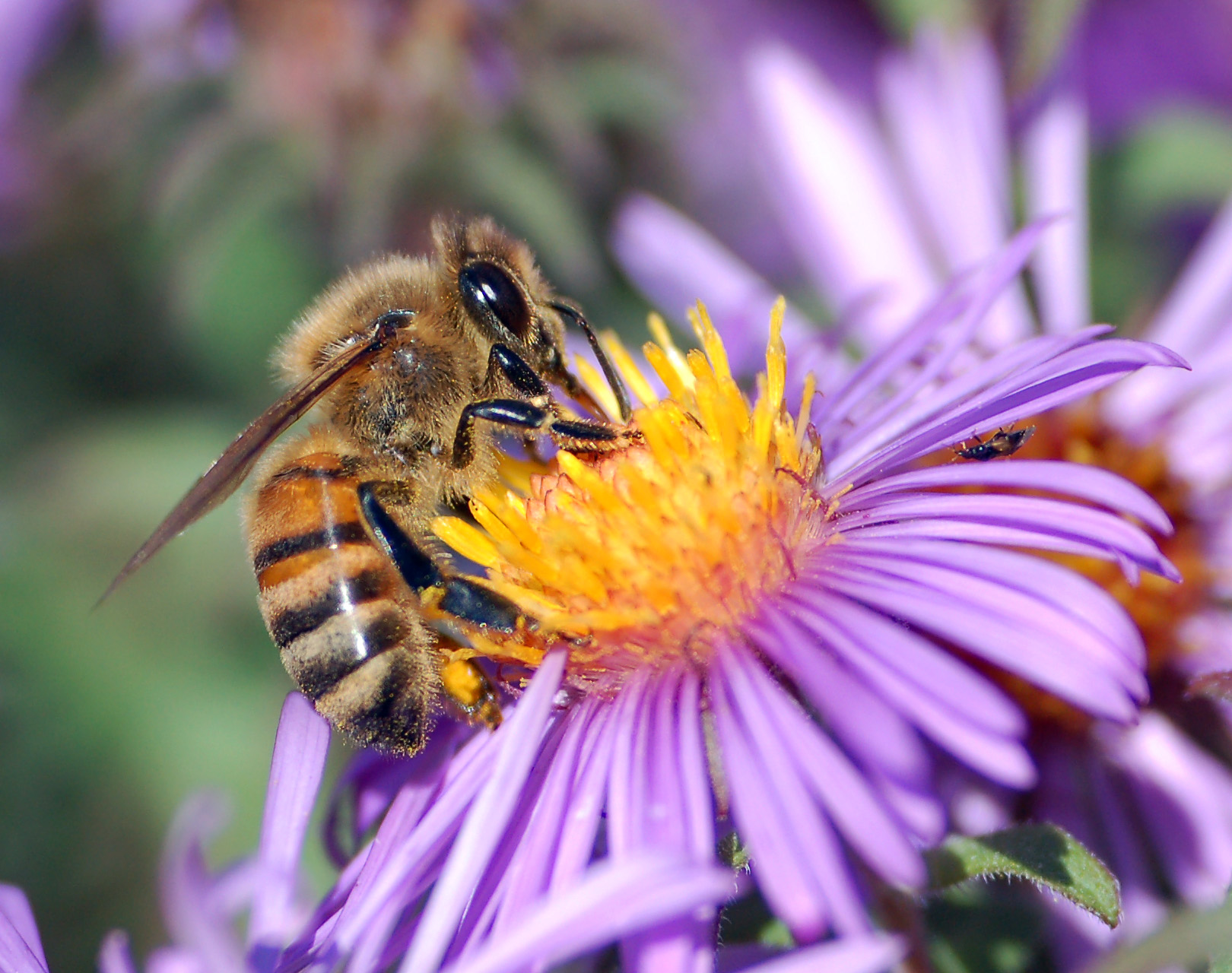
زنبور عسل اروپایی
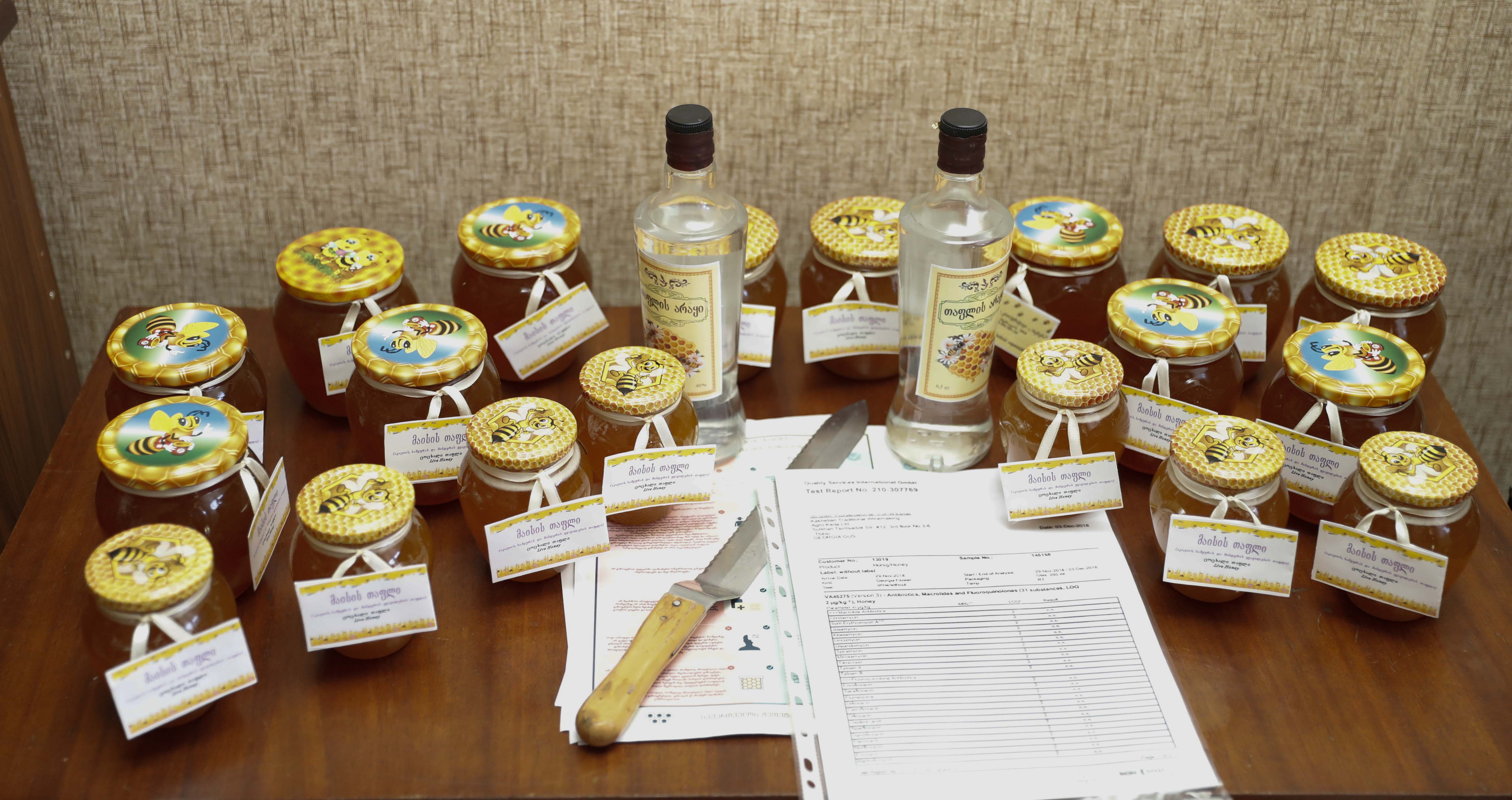
عسل اروپایی
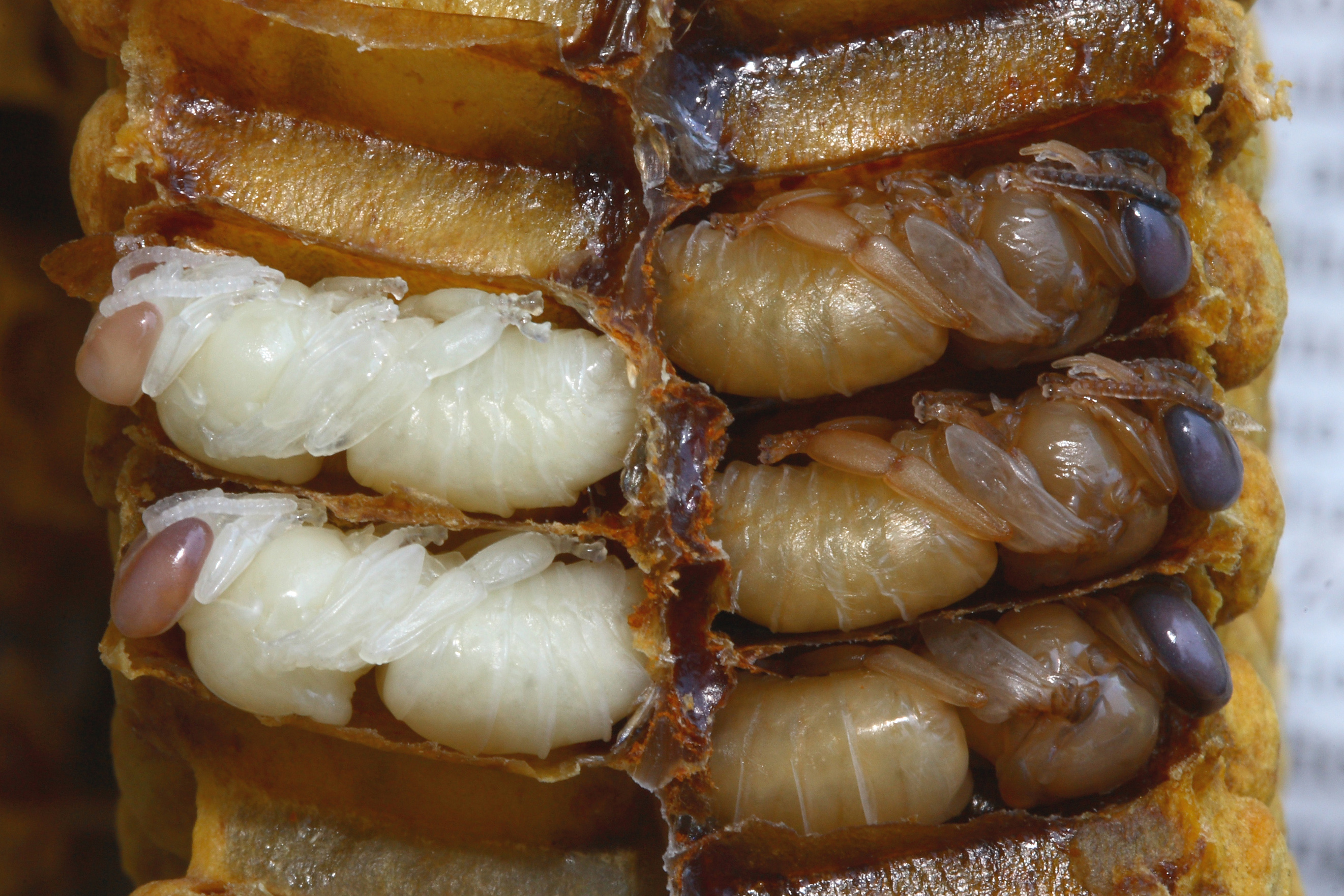
شفیره

## کتابشناسی
- A. I. Root's The ABC and XYZ of Beekeeping
- Molecular confirmation of a fourth lineage in honeybees from the Near East Apidologie 31 (2000) 167-180, accessed Oct 2005
- Biesmeijer, Jacobus. "The Occurrence and Context of the Shaking Signal in Honey Bees (Apis mellifera) Exploiting Natural Food Sources". کردارشناسی. ۲۰۰۳.
- Collet, T. , Ferreira, K.M. , Arias, M.C. , Soares, A.E.E. and Del Lama, M.A. (2006). Genetic structure of Africanized honeybee populations (Apis mellifera L.) from Brazil and Uruguay viewed through mitochondrial DNA COI–COII patterns. Heredity 97, 329–335.